# San Juanito Pashila
San Juanito Pashila är en ort i Mexiko.   Den ligger i kommunen Ocosingo och delstaten Chiapas, i den sydöstra delen av landet, 800 km öster om huvudstaden Mexico City. San Juanito Pashila ligger 911 meter över havet och antalet invånare är 104.
Terrängen runt San Juanito Pashila är varierad. Runt San Juanito Pashila är det glesbefolkat, med 16 invånare per kvadratkilometer. Närmaste större samhälle är Ocosingo, 2,8 km norr om San Juanito Pashila. Omgivningarna runt San Juanito Pashila är en mosaik av jordbruksmark och naturlig växtlighet.